# Alexej Grišin
Alexej Gennadjevič Grišin (bělorusky Аляксей Генадзьевіч Грышын, rusky Алексей Геннадьевич Гришин; * 18. června 1979 Minsk, Sovětský svaz) je bývalý běloruský akrobatický lyžař specializující se na skoky. Je pětinásobným účastníkem zimních olympijských her (1998–2014), olympijským vítězem z her ve Vancouveru 2010 a bronzovým medailistou z her v Salt Lake City 2002. Dále je držitelem tří medailí z mistrovství světa, zlaté z roku 2001, stříbrné z roku 2003 a bronzové z roku 2005. Ve Světovém poháru startoval od roku 1997, vyhrál celkem sedm závodů a v sezónách 1999/2000 a 2001/2002 se v celkové klasifikaci akrobatických skokanů umístil na druhém místě. Sportovní kariéru ukončil po Zimních olympijských hrách 2014, kde byl vlajkonošem běloruské výpravy a kde v závodě skončil patnáctý.